# Caylloma (província)
Caylloma é uma província do Peru localizada na região de Arequipa. Sua capital é a cidade de Chivay.

## Distritos da província
- Achoma[2]
- Cabanaconde[3]
- Callalli[4]
- Caylloma[5]
- Chivay[6]
- Coporaque[7]
- Huambo[8]
- Huanca[9]
- Ichupampa[10]
- Lari[11]
- Lluta[12]
- Maca[13]
- Madrigal[14]
- Majes[15]
- San Antonio de Chuca[16]
- Sibayo[17]
- Tapay[18]
- Tisco[19]
- Tuti[20]
- Yanque[21]